# 장신초등학교 (충남)
장신초등학교는 대한민국 충청남도 예산군 광시면 서초정1길 20 (서초정리)에 있었던 공립 초등학교이다.

## 연혁
- 1934년 4월 2일 광시공립보통학교 부설 장신간이학교 설립인가
- 1944년 4월 2일 광시공립국민학교 장신분교장으로 승격
- 1949년 9월 30일 장신국민학교로 승격 인가
- 1949년 10월 30일 장신국민학교 개교
- 1957년 4월 1일 위치 변경
- 1957년 12월 14일 신축 교사로 이전
- 1984년 3월 15일 병설유치원 설립인가
- 1996년 3월 1일 장신초등학교로 개칭
- 1999년 2월 16일 제50회 졸업식(총 2930명)
- 1999년 9월 1일 웅산초등학교로 통합